# Doris Kearns Goodwin
Doris Kearns Goodwin (Brooklyn, Nueva York; 4 de enero de 1943) es una periodista y escritora estadounidense.
Se graduó en el Colby College en 1964 y posteriormente obtuvo un doctorado en Ciencias Políticas en la Universidad de Harvard.

## Carrera y premios
Goodwin fue a Washington D. C. a trabajar a la Casa Blanca en 1967 durante el gobierno de Johnson como biógrafa asistente del presidente. Goodwin enseñó en Harvard por diez años, incluyendo el curso de “Presidencias Americanas”.
Goodwin también es una experta en béisbol. Ella fue la primera mujer periodista en entrar a los camerinos de los Medias Rojas de Boston y fue consultada por Ken Burns para la realización de un documental sobre ese deporte.
Goodwin ganó el premio Pulitzer en 1995 con la biografía de Franklin y Eleanor Roosevelt; en 2005 recibió el premio Lincoln por su libro Team of Rivals: the Political Genius of Abraham Lincoln el cual trataba acerca del gabinete presidencial de Abraham Lincoln.

## Controversia McTaggart
En su libro de 1987; The Fitzgeralds & The Kennedys, Goodwin entrevistó a Lynne McTaggart y uso pasajes de su libro acerca de los Kennedy con permiso de la autora y con el acuerdo implícito de la no necesidad del uso de la referencia. Cuando el libro fue editado, McTaggart no encontró la referencia a su libro y amenazó con emprender una acción legal por infracción de los derechos de autor, pudiendo llegar a un acuerdo económico sin necesidad de entablar el juicio.
En el 2002, este hecho se hizo público y Goodwin fue acusada por la prensa de haber cometido plagio. Tras este hecho, Goodwin, reconoció públicamente la responsabilidad de la omisión de la referencia.

## Libros
- Lyndon Johnson & the American Dream (1977) [en traducción literal, "Lyndon Johnson y el sueño americano"].
- The Fitzgeralds & The Kennedys (1987) [en traducción literal, "Los Fitzgerald y los Kennedy"].
- No Ordinary Time: Franklin and Eleanor Roosevelt: The American Homefront During World War II (1995) [en traducción literal, "No son tiempos fáciles: Franklin y Eleanor Roosevelt: el frente estadounidense durante la Segunda Guerra Mundial"].
- Wait Till Next Year: A Memoir (1997) [en traducción literal, "Espera hasta el año que viene: memorias"].
- Every four years: Presidential campaign coverage (2000) [en traducción literal, "Cada cuatro años: cobertura de la campaña electoral"].
- Team of Rivals: the Political Genius of Abraham Lincoln (2005) [en traducción literal, "Equipo de rivales: el genio político de Abraham Lincoln"].

### Lecturas
- Goodwin: History, Baseball, and the Art of the Narrative October 20, 1997
- Landon Lecture Archivado el 28 de junio de 2017 en Wayback Machine. April 22, 1997
- Commencement address at Dartmouth Jun 14, 1998
- Lessons of Presidential Leadership Summer, 1998
- Address to the Los Angeles World Affairs Council November 15, 2005
- City Arts and Lectures appearance November 16, 2005
- A Plagiarist’s Contribution to Lincoln Idolatry by Thomas J. DiLorenzo
- Doris Kearns Goodwin, Liar: First she plagiarized. Then she claimed it wasn't plagiarism.
- How the Goodwin Story Developed
- Something Borrowed
- Doris Kearns Goodwin And The Credibility Gap
- Goodwin's own account of the story Archivado el 24 de agosto de 2013 en Wayback Machine.
- Historians Rewrite History: The campaign to exonerate Goodwin
- Doris Kearns Goodwin's Second Act by Alex Beam, Boston Globe Columnist
- Goodwin, McTaggart, and That Book Review Who's more irritating, the plagiarist or the plagiaree? By Timothy Noah

- Datos: Q442008
- Multimedia: Doris Kearns Goodwin / Q442008